# Napier
Napier, in māori Ahuriri, è una città e un'autorità territoriale della Nuova Zelanda che si trova nella regione della Baia di Hawke, nell'Isola del Nord. La città conta circa 66 300 abitanti e si trova nella baia di Hawke, che il capitano Cook avvistò nell'ottobre del 1769 intitolandola all'allora Ministro della Marina dell'Impero britannico. Dieci chilometri a sud di Napier si trova la città "gemella" di Hastings: le due cittadine sono molto differenti, ma per la loro vicinanza vengono definite proprio dai neozelandesi come le twin cities, le "cittadine gemelle".

## Storia
Tutta la zona in cui sarebbe poi sorta Napier ha un passato maori, in cui varie tribù insediarono qui alcuni villaggi dediti alla pesca e all'agricoltura. I primi europei a vedere l'area della futura Napier furono il capitano Cook e il suo equipaggio, nell'ottobre del 1769. Successivamente qui si insediarono missionari, cacciatori di balene e commercianti.

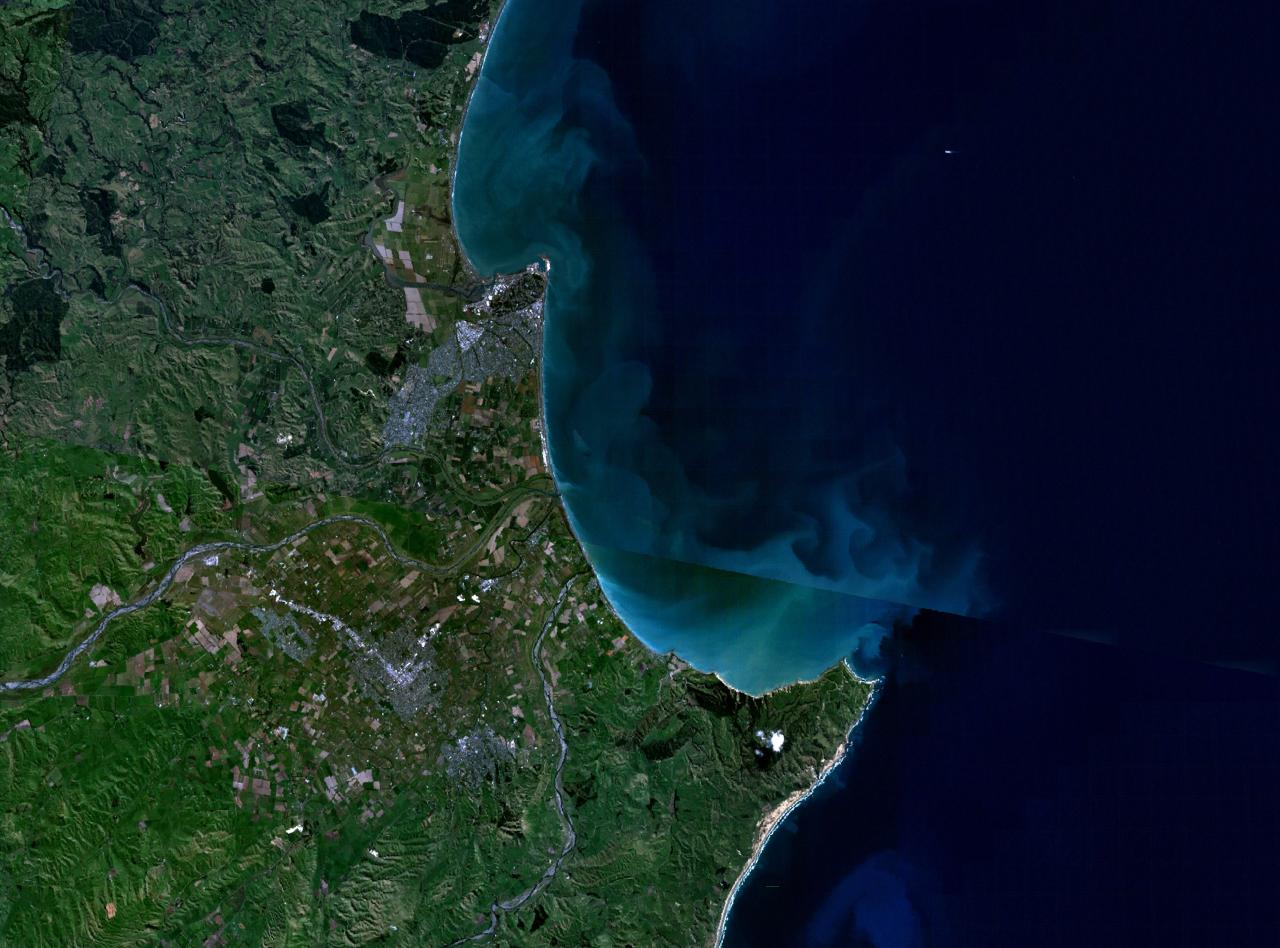
Immagine satellitare ripresa dalla NASA che mostra le città di Napier e Hastings

Nel 1851 la Corona acquistò tutta l'area e preparò un progetto per sviluppare una città da dedicare a Sir Charles Napier, un eroe della Battaglia di Meeanee (combattuta nella provincia indiana di Sindh). Molte strade della nuova città di Napier vennero battezzate con nomi che ricordavano la storia dell'Impero britannico in India, oltre che con nomi dedicati ad artisti e figure della letteratura. Per molti decenni Napier rimase comunque un piccolo centro agricolo, confinato alla zona collinare e a quella del porto.
Evento fondamentale della storia recente di tutta la regione delle cittadine gemelle è il tragico terremoto del 3 febbraio 1931, durante il quale nella sola città di Napier (che ha subito i danni più ingenti) perirono 258 persone. Per dare un'idea dell'intensità del sisma basti pensare che, prima di esso, circa 40 chilometri quadrati dell'odierna città si trovavano al di sotto del livello del mare. Fu positivo altresì notare l'enorme solidarietà degli abitanti di tutta l'Isola del Nord: alcuni cercarono la gloria degli eroi, salvando la gente dagli incendi e dalle macerie, altre offrirono sostentamento, un posto per dormire e, addirittura, una corvetta al largo della città prestò soccorso.
Nonostante i segni profondi lasciati da questa catastrofe le città si ripresero splendidamente;
il centro di Napier venne completamente ricostruito in stile art déco. Benché alcuni di questi edifici siano stati abbattuti per far posto a strutture di tipo contemporaneo negli anni sessanta, settanta e ottanta, la maggior parte del centro è rimasta intatta; dagli anni novanta in poi queste costruzioni sono state restaurate e protette per il loro valore artistico. Napier e Miami Beach, in Florida, sono considerati i due centri il cui stile art déco è meglio conservato.
Nel gennaio del 1945, in piena seconda guerra mondiale, il sottomarino tedesco U-652 riuscì ad entrare nel porto della città senza essere avvistato. Questo evento gettò le basi per una vera e propria leggenda urbana, nata dopo la fine della guerra, secondo la quale il Kapitänleutnant Heinrich Timm fece sbarcare il suo equipaggio nei pressi di Napier per rifornirsi di alimenti (soprattutto latte, munto in fretta e furia) e incrementare le proprie scorte.

## Monumenti e luoghi d'interesse

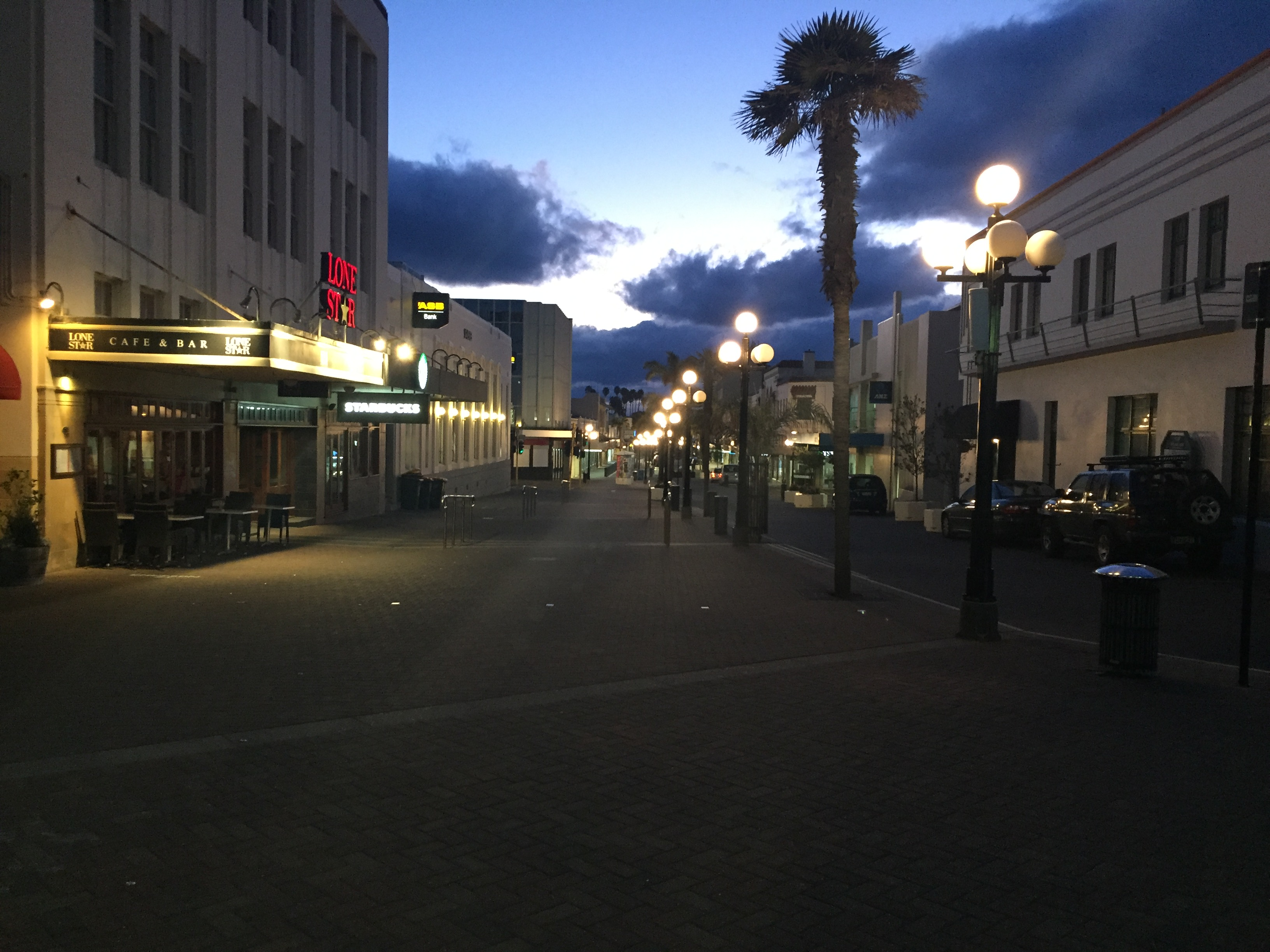
Emerson Street al tramonto

Napier è una città in cui si trasferiscono molti neozelandesi al momento della pensione. Una delle attrazioni turistiche più fotografate della città è la statua chiamata Pania delle secche, protagonista di un episodio della mitologia maori.
Altri famosi luoghi turistici della città sono: l'Hawke Bay Aquarium, con un pregevole gruppo scultoreo raffigurante alcuni pescatori intenti a trascinare una rete di pesci; la Waiapu Anglican Cathedral, alla quale il poeta inglese John Mansfield dedicò alcuni versi; l'Hawke Bay Museum and Art Gallery, abbondante di manufatti maori e di vestigia del periodo coloniale. È curioso sapere che i frati del Marist Brothers Seminary producono uno dei migliori vini della zona (che commercializzarono per primi, tra l'altro), assieme all'azienda vinicola più antica del paese, la Te Mata Estate, di Havelock North.

## Economia
Le industrie di Napier operano principalmente nel campo dell'elettronica, della lana, della viticoltura e della produzione di fertilizzanti.
Oltre a ciò intorno alla città si è sviluppata notevolmente l'agricoltura, soprattutto per quanto riguarda le mele, le pere e le drupe.

## Sport

### Calcio
Napier è la sede dell'Hawke's Bay United, società militante nella massima serie calcistica neozelandese, e del Napier City Rovers, società inserita dall'Istituto Internazionale di Storia e Statistica del Calcio all'ottavo posto dei migliori club del XX secolo dell'Oceania.

## Amministrazione

### Gemellaggi
| - Victoria, Columbia Britannica, Canada - Lianyungang, Cina - Xuzhou, Cina - Tomakomai, Giappone |